# Трубізька вулиця (Київ)
Тру́бізька вулиця — зникла вулиця, що існувала в Дарницькому районі міста Києві, місцевість Позняки. Пролягала від Тальнівської до Батуринської вулиці.
Прилучалися Трубізький і Батуринський провулки.

## Історія
Вулиця виникла в 1-й половині XX століття, мала назву Московська. Назва Трубізька — з 1955 року.
Зникла під час знесення забудови села Позняки приблизно у 2010–2011 році.